# Wombat
De wombat (Vombatus ursinus) is een buideldier uit de familie van de wombats (Vombatidae) dat in 1800 door George Shaw voor het eerst werd beschreven onder de naam: Didelphis ursina (Typelocatie: Cape Barren Island, Bass Strait, Tasmanië, Australië). Zoals veel gravende buideldieren heeft de wombat de opening van de buidel naar achteren, waardoor voorkomen wordt dat het jong bedolven raakt tijdens het graven. Het gangenstelsel van de wombat kan 3 meter diep zijn en een totale lengte van 200 meter hebben.
De wombat is het enige dier dat kubus-achtige uitwerpselen produceert, waarvan men vroeger dacht dat het die stapelt om zijn territorium af te bakenen. Een combinatie van de vorm en elasticiteit van de darm samen met het feit dat de droge omgeving waarin ze leven ze noodzaakt om tot de laatste druppel uit het eten te persen, maakt dat deze vorm ontstaat. Wombats in dierentuinen produceren minder kubusvormige keutels.

## Kenmerken
De gewone wombat heeft een kale neus. De dichte, ruige vacht is grijsbruin. De wombat wordt 70 tot 120 cm lang en 25 tot 40 kg zwaar. De staart is twee tot drie centimeter groot.

## Leefwijze en leefgebied
De wombat leeft in Oost-Australië en Tasmanië in loofverliezende bossen, ook in bergachtige streken. Wombats leggen hun burchten het liefst aan in hellingen langs beekdalen. Hier gaan ze voornamelijk 's nachts op zoek naar hun voedsel: gras, zeggen, wortels en knollen. 's Winters kunnen ze ook overdag aangetroffen worden. Ze zoeken dan naar voedsel of liggen in de zon. Wombats zijn herbivoor en leven over het algemeen solitair. Volwassen mannetjes verjagen over het algemeen andere dieren uit hun woongebied. Een enkele keer bezoeken ze echter elkaars burchten. Sommige burchten kunnen wel drie meter diep zijn en 50 meter lang worden.

## Voortplanting
De wombat krijgt normaal gezien slechts één jong per worp. Het jong blijft zes à zeven maanden in de buidel. Hierna verblijven de jongen eerst een tijdje in een ondergrondse nestkamer, die met droog gras en bladeren bekleed is. Ze keren nog drie maanden lang terug naar de buidel om melk te drinken of beschutting te zoeken. 
Het jong wordt gespeend als het vijftien maanden oud is.

Wombats
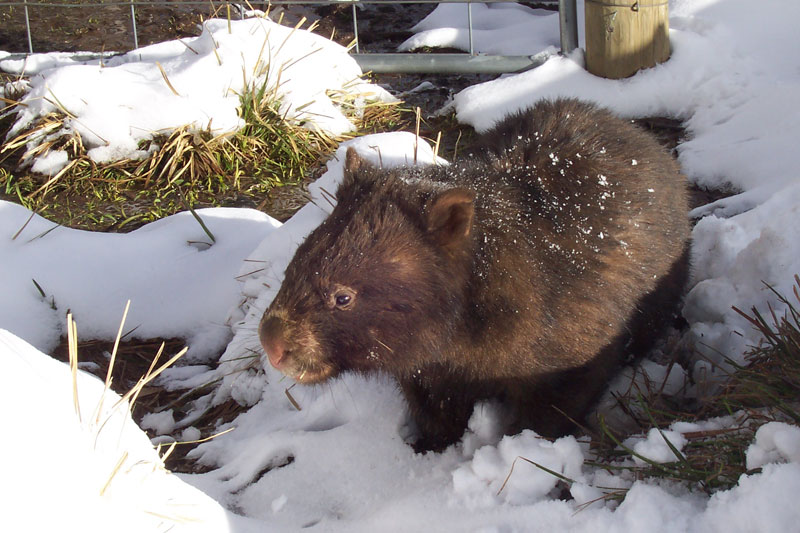
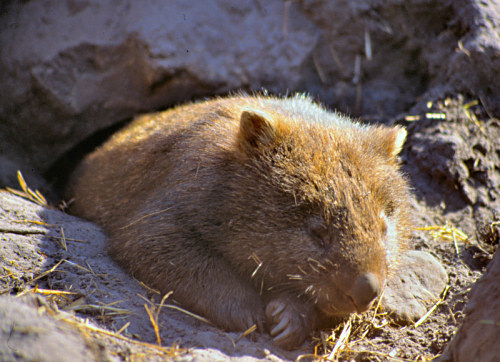
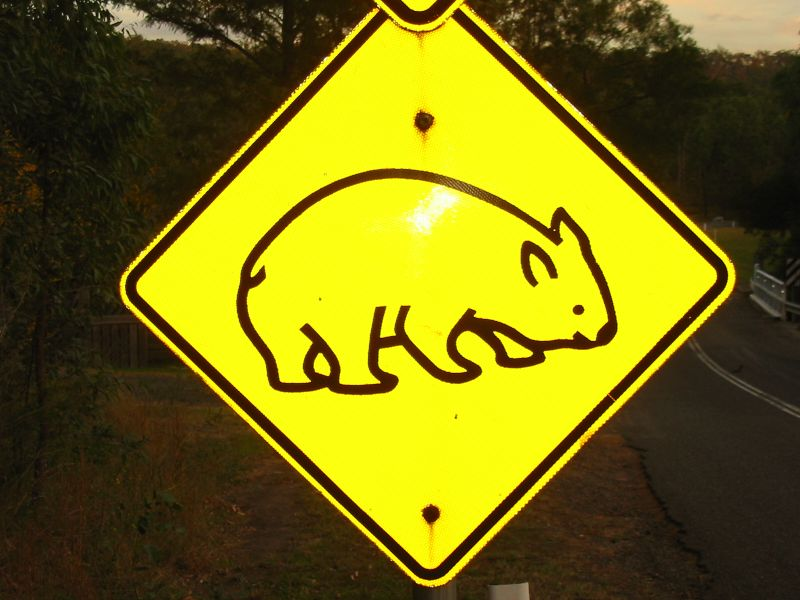
Verkeersbord in Australië dat waarschuwt voor overstekende wombats.
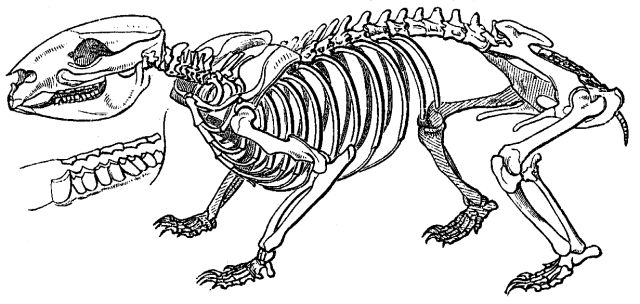
Tekening van het skelet van een wombat

## Ondersoorten
Er worden drie ondersoorten van de wombat erkend. De geldigheid van deze ondersoorten werd in twijfel getrokken onder anderen door Colin Groves, waardoor ze niet erkend werden in Mammal Species of the World. Echter, genetisch onderzoek uit 2019 toonde aan dat deze drie ondersoorten wel degelijk geldig zijn.
- Vombatus ursinus ursinus (Shaw, 1800) – komt voor op Flinderseiland en op Maria Island. Kwam historisch ook voor op andere eilanden in Straat Bass, zoals Cape Barren Island en Kingeiland maar is daar uitgestorven.
- Vombatus ursinus hirsutus (Perry, 1810) – komt voor op het Australisch vasteland.
- Vombatus ursinus tasmaniensis (Spencer & Kershaw, 1910) – komt voor op Tasmanië.

Noordelijke breedneuswombat (Lasiorhinus krefftii) · Zuidelijke breedneuswombat (Lasiorhinus latifrons) · Gewone wombat (Vombatus ursinus)